# Liste der denkmalgeschützten Objekte in Traunkirchen
Die Liste der denkmalgeschützten Objekte in Traunkirchen enthält die 26 denkmalgeschützten, unbeweglichen Objekte der Gemeinde Traunkirchen im oberösterreichischen Bezirk Gmunden.

## Denkmäler
| Foto |                 | Denkmal | Standort                                               | Beschreibung | Metadaten |
| ---- | --------------- | --- | ------------------------------------------------------ | --- | --- |
| ja   | Datei hochladen | Haltestelle Traunkirchen Ort HERIS-ID: 103799 Objekt-ID: 120334seit 2021                                        | Alte Post 7 Standort KG: Traunkirchen                  | Anmerkung: Geschützt ist nur das Wartehäuschen | BDA-Hist.: Q127022037 Status: Bescheid Stand der BDA-Liste: 2025-06-30 Name: Haltestelle Traunkirchen Ort GstNr.: .104 Wartehäuschen Haltestelle Traunkirchen Ort                                         |
| ja   | Datei hochladen | Hallstattzeitliches Gräberfeld Kreuzlinden HERIS-ID: 38743 Objekt-ID: 38338                                     | Am See 8, in der Nähe Standort KG: Traunkirchen        | Anmerkung: Betrifft mehrere Grundstücke rund um das Haus herum. | BDA-Hist.: Q37983616 Status: § 57-Mandatsbescheid Stand der BDA-Liste: 2025-06-30 Name: Hallstattzeitliches Gräberfeld Kreuzlinden GstNr.: 127/10, 85/5, 93/2, 92/1 ,92/2 , 91/6                          |
| ja   | Datei hochladen | Kapelle hl. Johannes der Täufer HERIS-ID: 38748 Objekt-ID: 38344                                                | Johannesberg Standort KG: Traunkirchen                 | Die Johannesberg-Kapelle ist dem Heiligen Johannes dem Täufer geweiht und urkundlich erstmals 1354 erwähnt. | BDA-Hist.: Q37983655 Status: § 2a Stand der BDA-Liste: 2025-06-30 Name: Kapelle hl. Johannes der Täufer GstNr.: .86 Johanneskapelle, Traunkirchen                                                         |
| ja   | Datei hochladen | Ur- und frühgeschichtliche Fundzone Johanneskogel HERIS-ID: 57349 Objekt-ID: 67315                              | Flur Johanneskogel Standort KG: Traunkirchen           | | BDA-Hist.: Q38076110 Status: Bescheid Stand der BDA-Liste: 2025-06-30 Name: Ur- und frühgeschichtliche Fundzone Johanneskogel GstNr.: 19, 20                                                              |
| ja   | Datei hochladen | Kalvarienbergkirche HERIS-ID: 100705 Objekt-ID: 116974                                                          | Kalvarienberg Standort KG: Traunkirchen                | Die Traunkirchner Kalvarienbergkapelle wurde während der Jahre 1696 bis 1701 mitsamt den vier Kreuzwegstationen von der „Todesangst-Christi-Bruderschaft“, einer Jesuiten-Bruderschaft, erbaut. Die Kapellen wurden den Geheimnissen des schmerzhaften Rosenkranzes gewidmet. Im Jahr 1975, dem Jahr des Denkmalschutzes, wurde sie renoviert. | BDA-Hist.: Q37785405 Status: § 2a Stand der BDA-Liste: 2025-06-30 Name: Kalvarienbergkirche GstNr.: .61 Calvary in Traunkirchen                                                                           |
| ja   | Datei hochladen | 1. Kreuzwegkapelle HERIS-ID: 38749 Objekt-ID: 38345                                                             | gegenüber Kalvarienberg 4 Standort KG: Traunkirchen    | Erste Station des Traunkirchner Kreuzweges auf den Kalvarienberg. | BDA-Hist.: Q37983664 Status: Bescheid Stand der BDA-Liste: 2025-06-30 Name: 1. Kreuzwegkapelle GstNr.: 7/2 Calvary in Traunkirchen                                                                        |
| ja   | Datei hochladen | 2. Kreuzwegkapelle HERIS-ID: 38750 Objekt-ID: 38346                                                             | bei Kalvarienberg 8 Standort KG: Traunkirchen          | Die zweite Kreuzwegstation des Traunkirchner Kreuzwegs auf den Kalvarienberg befindet sich in unmittelbarer Nähe der Villa Pantchoulidzeff, die auch unter dem Namen „Russen-Villa“ bekannt ist. | BDA-Hist.: Q37983672 Status: Bescheid Stand der BDA-Liste: 2025-06-30 Name: 2. Kreuzwegkapelle GstNr.: 127/13 Calvary in Traunkirchen                                                                     |
| ja   | Datei hochladen | 3. Kreuzwegkapelle HERIS-ID: 100700 Objekt-ID: 116969                                                           | Kalvarienberg 3, in der Nähe Standort KG: Traunkirchen | Dritte Station des Traunkirchner Kreuzweges auf den Kalvarienberg. | BDA-Hist.: Q37785333 Status: § 2a Stand der BDA-Liste: 2025-06-30 Name: 3. Kreuzwegkapelle GstNr.: 38/2 Calvary in Traunkirchen                                                                           |
| ja   | Datei hochladen | 4. Kreuzwegkapelle HERIS-ID: 100702 Objekt-ID: 116971                                                           | Kalvarienberg Standort KG: Traunkirchen                | Vierte Station des Traunkirchner Kreuzweges auf den Kalvarienberg. Anmerkung: Standort eventuell näherungsweise angegeben. | BDA-Hist.: Q37785371 Status: § 2a Stand der BDA-Liste: 2025-06-30 Name: 4. Kreuzwegkapelle GstNr.: 39, 40/2 Calvary in Traunkirchen                                                                       |
| ja   | Datei hochladen | Hofrichterhaus mit Nikolauskapelle HERIS-ID: 38745 Objekt-ID: 38340                                             | Kalvarienberg 4 Standort KG: Traunkirchen              | Das ehemalige Hofrichterhaus bildet mit der Nikolauskapelle – sie wird 1384 erstmals urkundlich erwähnt – baulich eine Einheit. Die Nikolauskapelle wurde 1811 profaniert. | BDA-Hist.: Q37983627 Status: Bescheid Stand der BDA-Liste: 2025-06-30 Name: Hofrichterhaus mit Nikolauskapelle GstNr.: .94 Hofrichterhaus mit Nikolauskapelle, Traunkirchen                               |
| ja   | Datei hochladen | Wohnhaus, Gartenhaus, Stallungen, Remise, Glashaus HERIS-ID: 38747 Objekt-ID: 38342                             | Kalvarienberg 6 Standort KG: Traunkirchen              | | BDA-Hist.: Q37983645 Status: Bescheid Stand der BDA-Liste: 2025-06-30 Name: Wohnhaus, Gartenhaus, Stallungen, Remise, Glashaus GstNr.: .100/2                                                             |
| ja   | Datei hochladen | Villa Pantchoulidzeff, „Russenvilla“ HERIS-ID: 38746 Objekt-ID: 38341                                           | Kalvarienberg 8 Standort KG: Traunkirchen              | Die sogenannte „Russenvilla“ wurde in den Jahren 1850 bis 1854 nach Plänen von Theophil von Hansen erbaut. Ihren Namen erhielt die Villa vermutlich deshalb, weil die Auftraggeberin Sophie Pantschoulidzeff eine russische Fürstentochter war. | BDA-Hist.: Q37983635 Status: Bescheid Stand der BDA-Liste: 2025-06-30 Name: Villa Pantchoulidzeff, „Russenvilla“ GstNr.: .100/1, 7/1 Villa Pantchoulidzeff                                                |
| ja   | Datei hochladen | Kath. Pfarrkirche Mariae Krönung, ehem. Jesuitenkirche mit Michaelskapelle HERIS-ID: 38753 Objekt-ID: 38349     | Klosterplatz Standort KG: Traunkirchen                 | Nach zwei großen Bränden begann 1632 der Neubau der jetzigen Kirche, die 1652 geweiht wurde. Im Inneren ein dreischiffiges, sechsjochiges Langhaus, wobei das Mittelschiff ein Stichkappengewölbe trägt und die Seitenschiffe gratgewölbt sind. Besonders bemerkenswert ist die „Fischerkanzel“, eine Kanzel von 1753 in Form eines Schiffes mit Apostelstatuen. Sie stellt das Wunder des reichen Fischfangs dar. Im Südosten an die Kirche angebaut ist die Michaelskapelle, die vermutlich ursprünglich als Ossuarium diente. | BDA-Hist.: Q22075406 Status: § 2a Stand der BDA-Liste: 2025-06-30 Name: Kath. Pfarrkirche Mariae Krönung, ehem. Jesuitenkirche mit Michaelskapelle GstNr.: .89 Pfarrkirche Krönung Mariens (Traunkirchen) |
| ja   | Datei hochladen | Ehem. Jesuitenkloster, Pfarrhof mit sog. Salettl und Friedhof HERIS-ID: 38751 Objekt-ID: 38347                  | Klosterplatz 1 Standort KG: Traunkirchen               | → Hauptartikel : Kloster Traunkirchen f1 | BDA-Hist.: Q1776163 Status: § 2a Stand der BDA-Liste: 2025-06-30 Name: Ehem. Jesuitenkloster, Pfarrhof mit sog. Salettl und Friedhof GstNr.: .90/3, 15, .88, 16, 17/2, 127/14, .87 Traunkirchen monastery |
| ja   | Datei hochladen | Jesuitenkloster, Heimatmuseum, Handarbeitsmuseum, Franz-Josef-Büste, Brunnen HERIS-ID: 100708 Objekt-ID: 116978 | Klosterplatz 2 Standort KG: Traunkirchen               | → Hauptartikel : Kloster Traunkirchen f1 | BDA-Hist.: Q63986272 Status: § 2a Stand der BDA-Liste: 2025-06-30 Name: Jesuitenkloster, Heimatmuseum, Handarbeitsmuseum, Franz-Josef-Büste, Brunnen GstNr.: .90/1 Traunkirchen monastery                 |
| ja   | Datei hochladen | Ehem. Mesnerhaus HERIS-ID: 100709 Objekt-ID: 116979                                                             | Klosterplatz 3 Standort KG: Traunkirchen               | | BDA-Hist.: Q37785437 Status: § 2a Stand der BDA-Liste: 2025-06-30 Name: Ehem. Mesnerhaus GstNr.: .90/2 |
| ja   | Datei hochladen | Wirtschaftsgebäude HERIS-ID: 103793 Objekt-ID: 120328                                                           | bei Klosterplatz 11 Standort KG: Traunkirchen          | | BDA-Hist.: Q37798400 Status: § 2a Stand der BDA-Liste: 2025-06-30 Name: Wirtschaftsgebäude GstNr.: 19 |
| ja   | Datei hochladen | Figurenbildstock hl. Johannes Nepomuk HERIS-ID: 100722 Objekt-ID: 116993                                        | bei Ortsplatz 13 Standort KG: Traunkirchen             | Die Statue des heiligen Johannes von Nepomuk befindet sich am Ortsplatz in Traunkirchen in unmittelbarer Seenähe. Sie wurde 1724 errichtet und 1926 renoviert. | BDA-Hist.: Q37785459 Status: § 2a Stand der BDA-Liste: 2025-06-30 Name: Figurenbildstock hl. Johannes Nepomuk GstNr.: 127/8                                                                               |
| ja   | Datei hochladen | Felsritzbilder HERIS-ID: 101233 Objekt-ID: 117548                                                               | Standort KG: Traunkirchen                              | Auf zwei Felsplatten in den Felswänden des Baalsteins oberhalb des Zellerlweges in Traunkirchen befinden sich zahlreiche in den Stein gekratzte Zeichen, Buchstaben und Jahreszahlen. Das Vorkommen dieser Felsritzbilder wurde 1943 entdeckt, 1948 grafisch erfasst und 1950 in den Oberösterreichischen Heimatblättern beschrieben (ooegeschichte.at [PDF]). Seither sind besonders die Zeichen auf dem Felsen 1 stark verwittert und nur mehr schwer erkennbar. Die Zeichen auf der zweiten Felsplatte sind noch besser erhalten, da sie durch einen überhängenden Wandteil besser vor den Witterungseinflüssen geschützt sind. | BDA-Hist.: Q37787230 Status: § 2a Stand der BDA-Liste: 2025-06-30 Name: Felsritzbilder GstNr.: 98/1 Felsritzbilder Traunkirchen                                                                           |
| ja   | Datei hochladen | Kriegerdenkmal HERIS-ID: 100726 Objekt-ID: 116998                                                               | Standort KG: Traunkirchen                              | Der Bildhauer Sepp Moser aus Neukirchen bei Altmünster schuf in den Jahren 1964 bis 1966 dieses Mahnmal gegen den Krieg. In den Felsen des Johannesbergs sind figurale Darstellungen und mächtige Schriftblöcke gehauen. | BDA-Hist.: Q37785494 Status: § 2a Stand der BDA-Liste: 2025-06-30 Name: Kriegerdenkmal GstNr.: 21 Kriegerdenkmal Traunkirchen                                                                             |
| ja   | Datei hochladen | Tunnelportal des ehem. Franz-Josef-Tunnels HERIS-ID: 100724 Objekt-ID: 116996                                   | B 145 Standort KG: Traunkirchen                        | | BDA-Hist.: Q37785482 Status: Bescheid Stand der BDA-Liste: 2025-06-30 Name: Tunnelportal des ehem. Franz-Josef-Tunnels GstNr.: 127/12 Tunnelportal Traunkirchen                                           |
| ja   | Datei hochladen | Löwendenkmal HERIS-ID: 100723 Objekt-ID: 116994                                                                 | B 145 Standort KG: Traunkirchen                        | Als „Machtgeboth“ seiner k.k. apost. Majestät ließ Kaiser Franz Joseph I. das Löwendenkmal „am steilen Seegestade“ des Traunsees erbauen. Der Löwe wurde am 23. September 1963 infolge des Südtirol-Konfliktes durch einen Bombenanschlag italienischer Extremisten zerstört und ein Jahr später wieder errichtet. Das etwa zweieinhalb Meter hohe Denkmal wurde 1861 vermutlich von Ferdinand Scheck dem Jüngeren nach einem Entwurf eines Traunkirchner Lehrers geschaffen. Der Löwe sitzt auf einen großen Granitpostament und hält mit der linken Pranke ein Wappenschild mit dem Reichsadler. An der Straßenseite ist eine Metalltafel mit der folgenden Inschrift angebracht: „Das Machtgeboth / Sr. k. k. apost. Majestät / KAISER FRANZ JOSEF I. / Bahnte am steilen Seegestade / Die ebne Felsenstraße / Zur Förderung des Verkehrs. / Felsenfest gründet sie / Des Wanderers Bahn, / Des Volkes Dank. / Eröffnet im Jahre MDCCCLXI“. Der Löwe wurde 2010 unter Denkmalschutz gestellt und gründlich restauriert. | BDA-Hist.: Q37785471 Status: Bescheid Stand der BDA-Liste: 2025-06-30 Name: Löwendenkmal GstNr.: 127/12                                                                                                   |
| ja   | Datei hochladen | Ehem. Landeskrankenhaus Buchberg, Villa Buchberg HERIS-ID: 72059 Objekt-ID: 85271                               | Forstpark 1 Standort KG: Winkl                         | | BDA-Hist.: Q38129140 Status: Bescheid Stand der BDA-Liste: 2025-06-30 Name: Ehem. Landeskrankenhaus Buchberg, Villa Buchberg GstNr.: .16/2, .20/2, 381/3, 158/1, 159/1, 157/2                             |
| ja   | Datei hochladen | Bootshaus HERIS-ID: 107442 Objekt-ID: 124768                                                                    | gegenüber Mitterndorf 5 Standort KG: Winkl             | Die Bootshäuser aus Holz mit Schopfwalmdächern stehen unmittelbar am See und stammen wohl aus der 1. Hälfte des 20. Jahrhunderts. | BDA-Hist.: Q37810090 Status: § 2a Stand der BDA-Liste: 2025-06-30 Name: Bootshaus GstNr.: .94 |
| ja   | Datei hochladen | Wohnhaus, ehem. Wirtshaus HERIS-ID: 10831 Objekt-ID: 6896                                                       | Seestraße 44 Standort KG: Winkl                        | | BDA-Hist.: Q38082697 Status: Bescheid Stand der BDA-Liste: 2025-06-30 Name: Wohnhaus, ehem. Wirtshaus GstNr.: .44                                                                                         |
| ja   | Datei hochladen | Spitz-Villa HERIS-ID: 100715 Objekt-ID: 116985                                                                  | Uferstraße 18 Standort KG: Winkl                       | Rudolf Slatin erwarb die Villa im Jahre 1897 und empfing darin viele bedeutende Persönlichkeiten. Seit 1976 ist die Villa im Besitz des Landes Oberösterreich. | BDA-Hist.: Q37785448 Status: § 2a Stand der BDA-Liste: 2025-06-30 Name: Spitz-Villa GstNr.: .32/1 Spitzvilla                                                                                              |